# پراکندگی نور دینامیکی

Hypothetical dynamic light scattering of two samples: Larger particles on the top and smaller particles on the bottom

پراکندگی نور دینامیکی (DLS) روشی فیزیکی است که برای تعیین توزیع ذرات موجود در محلول‌ها و سوسپانسیون استفاده می‌شود. این روش غیرمخرب و سریع برای تعیین اندازه ذرات در محدودهٔ چند نانومتر تا میکرون به کار می‌رود. در فناوری‌های اخیر، ذراتی با قطر کمتر از نانومتر نیز با این روش قابل اندازه‌گیری هستند. این روش به برهمکنش نور با ذره بستگی دارد. نور پراکنده شده به وسیلهٔ نانوذرات موجود در سوسپانسیون با زمان تغییر می‌کند که می‌تواند به قطر ذره ارتباط داده شود.
در یک محلول، برخورد ذرات و مولکول‌های کوچک با مولکول‌های حلال، منجر به حرکت تصادفی مولکول‌ها می‌شود. حرکت ذرات کوچک در یک سیال، حرکت براونی نامیده می‌شود. هر ذره در سوسپانسیون، دائماً در حال حرکت است و حرکتش به ذرات دیگر مرتبط نیست. مشاهدهٔ ذرات بزرگ‌تر در مقایسه با ذرات کوچک‌تر نشان می‌دهد که در دمای ثابت، ذرات بزرگ‌تر بسیار آهسته‌تر حرکت می‌کنند.
هنگامی که پرتو لیزر با فرکانس معین به ذرات متحرک برخورد کند، نور با فرکانس متفاوت پخش شده و در فاز نور پخش شده نوسان ایجاد می‌شود. میزان تغییر در فرکانس نور پخش شده با اندازه ذرات ارتباط دارد و برای تعیین اندازهٔ ذرات مورد استفاده قرار می‌گیرد. در سرعت متوسط بیشتر، ذرات کوچک‌تر تغییر بیشتری را در فرکانس نور ایجاد می‌کنند.